# 진주 장씨
진주 장씨(晋州 張氏)는 경상남도 진주시를 본관으로 하는 한국의 성씨이다. 시조는 고려에서 인진부사를 지낸 장방언이다.

## 참고 자료
- “진주 장씨(晋州 張氏)”. 뿌리를 찾아서.[깨진 링크(과거 내용 찾기)]